# Hôtel Roux de Corse
L'hôtel Roux de Corse est un édifice situé 13 rue Montgrand dans le 6e arrondissement de Marseille, en France. Cet immeuble construit vers 1745 est l’ancien hôtel particulier de l'armateur marseillais Roux de Corse. Vendu à la ville de Marseille en 1805, il sert d’abord de résidence au préfet des Bouches-du-Rhône, puis abrite en 1891 un lycée de jeunes filles. Le bâtiment est maintenant intégré au lycée Montgrand.

## Historique

### Les premiers propriétaires
Cet hôtel particulier a été successivement au XVIIIe siècle la propriété des frères Jean-André et Georges Roux, riches armateurs de cette époque. Ils étaient les fils de Jean-François Roux qui s'établit dans l'île de Tinos, une des Cyclades, où il épouse Anne Marie Franceschi d'origine corse. De retour en France il s'installe avec ses enfants d'abord à La Ciotat puis à partir de 1735 à Marseille d'où il dirige un commerce avec les Antilles, notamment la Martinique. Les deux fils séjournent fréquemment en Martinique, développent l'entreprise et acquièrent chacun une fortune considérable. 
Le 17 mai 1741, Jean-André Roux achète pour 38 718 livres un terrain constitué de trois parcelles d'une superficie totale d'environ 3 400 m2 situé dans le sud de la ville, entre la rue Armény au sud, la rue Mazade (actuellement rue Montgrand) au nord et à proximité de l'église Saint-Ferréol qui se trouvait à l'actuelle place Félix-Barret. L'hôtel est construit de 1743 à 1745.
L'historien Raoul Busquet en comparant ce bâtiment avec l'hôtel Daviel édifié de 1743 à 1747 constate que ces deux constructions ont les mêmes formes de fenêtre et les mêmes pilastres plats à chapiteaux ioniques ; il en déduit que les architectes de l'hôtel Roux de Corse sont très probablement ceux de l'hôtel daviel à savoir les frères Gérard (ou Girard), Charles dit Gérarg l'aîné et Joseph-Ignace dit le Cadet.
Jean-André décède le 23 août 1751 âgé seulement de 44 ans. N'ayant pas d'enfant, il fait de son frère Georges son héritier universel à charge pour ce dernier de verser à la veuve Magdeleine Audibert une pension annuelle de 6 000 livres ; il fait également des dons à diverses œuvres : hôpital du Saint-esprit, hôpital de la Charité, etc. Georges Roux également appelé Roux de Corse à cause du lieu de naissance de sa mère, hérite donc de l'hôtel de la rue Mongrand.

### Les magnifiques réceptions
Roux de Corse est élu échevin moderne en 1743 et exerce, comme c'était l'usage, les mêmes fonctions en qualité d'échevin ancien pendant l'année 1744. Il est au sommet de sa puissance financière et organise de somptueuses réceptions dans son hôtel particulier. Étant marquis depuis 1750, il y reçoit avec faste de nobles personnages que la guerre amène à Marseille. Ainsi il reçoit le 22 juillet 1756 le maréchal duc de Richelieu auréolé de la victoire que lui valait la prise de Minorque ou de Port-Mahon. La tradition veut que ce jour-là on ait servi pour la première fois en France la Mahonnaise ou  mayonnaise, recette importée des îles baléares pour assaisonner le poisson. Roux de Corse reçoit de même en août 1757 le maréchal de Thomard chargé du commandement des côtes du Languedoc et de Provence.

### L'irréversible chute de Georges Roux
Après avoir été à nouveau premier échevin en 1761 et avoir marié le 25 août 1764 sa fille unique Marie Désirée Marseille de Roux au baron Raymond Pierre de Glandevès capitaine des vaisseaux du Roi et chevalier de Saint-Louis, Georges Roux connait de graves difficultés financières. La guerre de Sept Ans le ruine, de 1765 à 1766 il perd par naufrage ou par incendie ses plus beaux navires non assurés. Il liquide ses affaires à partir de 1767. En 1774 l'hôtel est loué au marquis de Rochechouart lieutenant général des armées du Roi et commandant en Provence, puis à Tarteiron. Ces locations ne doivent être que passagères car dans une procuration du 16 octobre 1778 il est précisé « Georges Roux demeurant en cette ville [Marseille] à son hôtel rue Montgrand ».
Georges Roux décède à Brue le 12 mars 1792 à 89 ans. Sa fille unique, la baronne de Glandevès, hérite de l'hôtel mais ne peut effectivement s'en prévaloir ayant quitté le royaume pendant la Révolution et ayant été inscrite sur la liste des émigrés. L'hôtel n'est cependant pas vendu : une des trois mairies y est installée. Le 11 juillet 1801 le nom de la baronne de Glandevès qui est décédée en Espagne le 25 octobre 1800, est rayé de la liste des émigrés ; ses deux enfants héritent de ses biens.

### Installation de la préfecture
L'hôtel est destiné en 1805 à la résidence du préfet A.C. Thibaudeau qui impose à la ville son acquisition. En sa qualité de seul héritier de sa mère Marie de Roux, François Pierre de Glandvès vend l'hôtel à la ville par acte du 29 avril 1805.Le prix de vente s'élève à 220 000 fr. Selon le préfet Thibaudeau le montant des réparations et de l'ameublement s'élevèrent respectivement à 252 000 fr et 102 000 fr soit un total de dépense pour la ville de Marseille de 574 000 fr. Compte tenu de la durée des travaux le préfet prend possession des locaux le 1er novembre 1811.

### Autres affectations successives
En 1866 la nouvelle préfecture ayant été construite, l'hôtel est remis à la disposition de la ville. En 1870 l'hôtel est affecté à l'état-major de la garde nationale puis restitué à la ville en 1876. 
En 1877 la société des Amis des Arts loue l'hôtel et s'y installe début 1878. cette société devenue « Le Cercle artistique » y organise des expositions de peinture et de sculpture. En 1891 est installé le lycée de jeunes filles.

## L'hôtel
Les façades, les toitures, l'atrium, la cage de l'escalier d'honneur, les cheminées et décors intérieurs du XVIIIe siècle et des deux premiers tiers du XIXe siècle fait l’objet d’une inscription au titre des monuments historiques depuis le 13 janvier 1997.

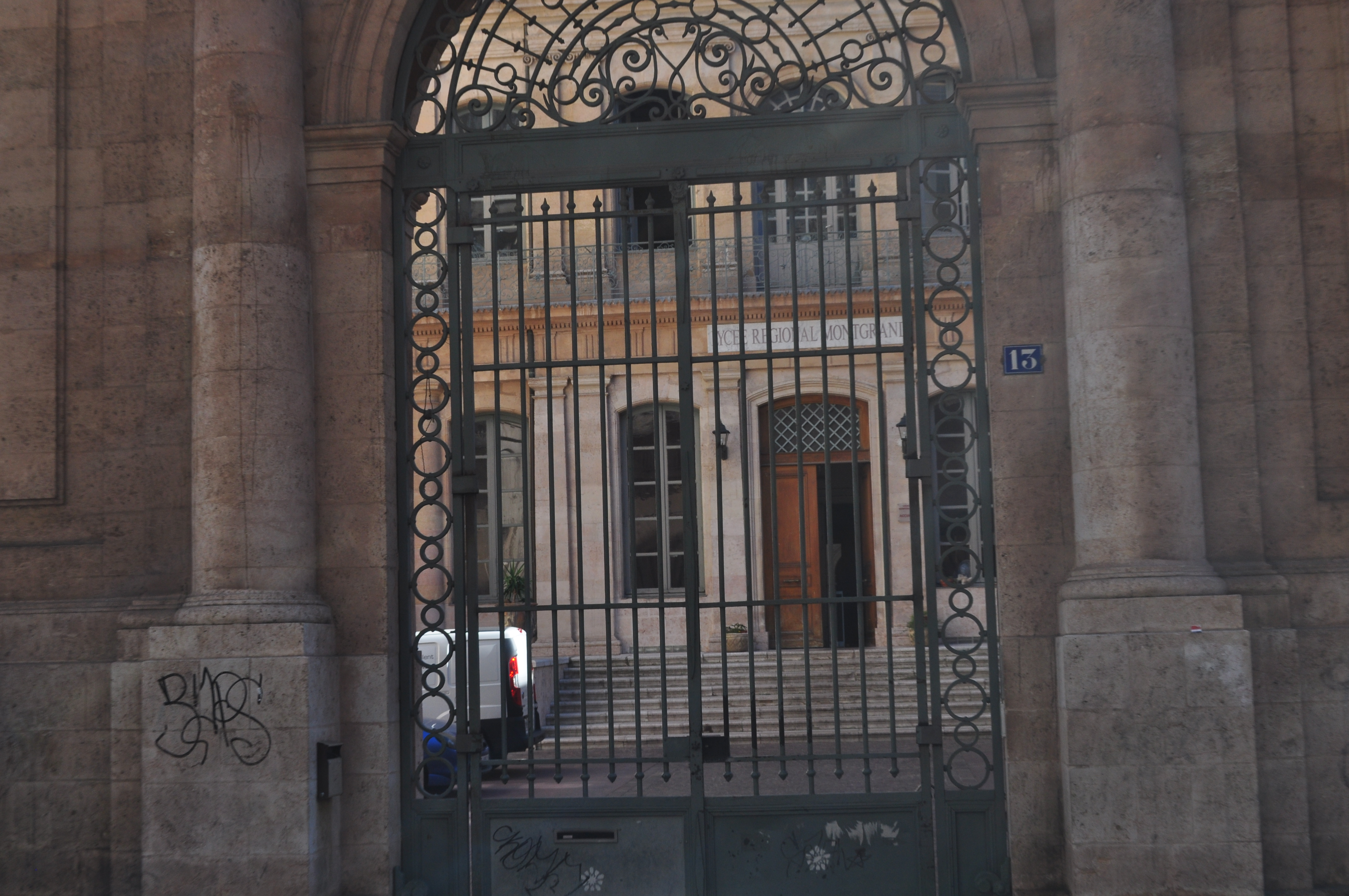
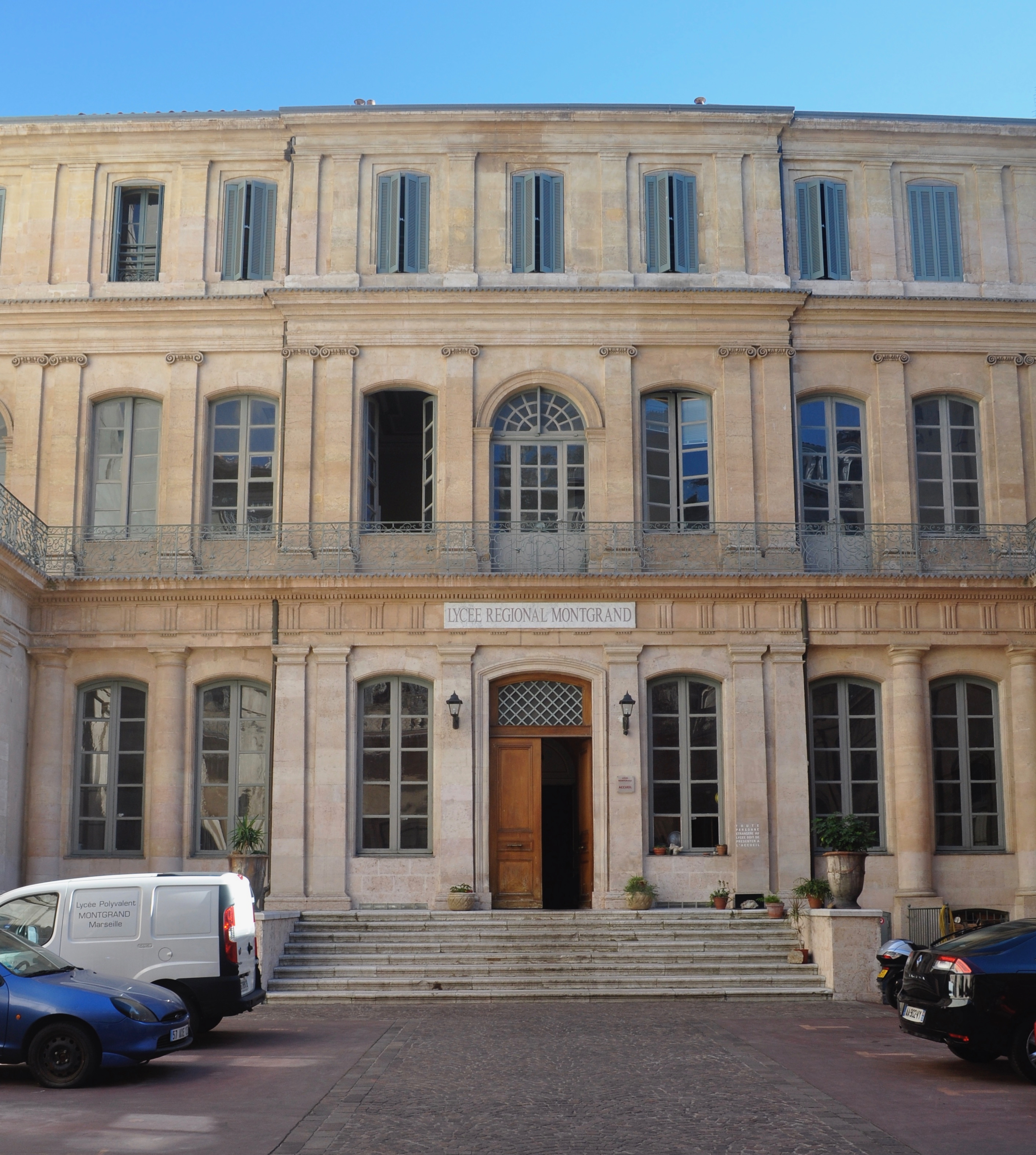